# Lake Petersburg
Lake Petersburg – jednostka osadnicza w Stanach Zjednoczonych, w stanie Illinois, w hrabstwie Menard.